# Egesina flavoapicalis
Egesina flavoapicalis là một loài bọ cánh cứng trong họ Cerambycidae.